# Бюлов, Фредерик фон
Фредерик Рудбек Генрик фон Бюлов (1791—1858) — датский военачальник, главнокомандующий датской армии во время Датско-немецкой войны (1848—1850), генерал-лейтенант (1848).

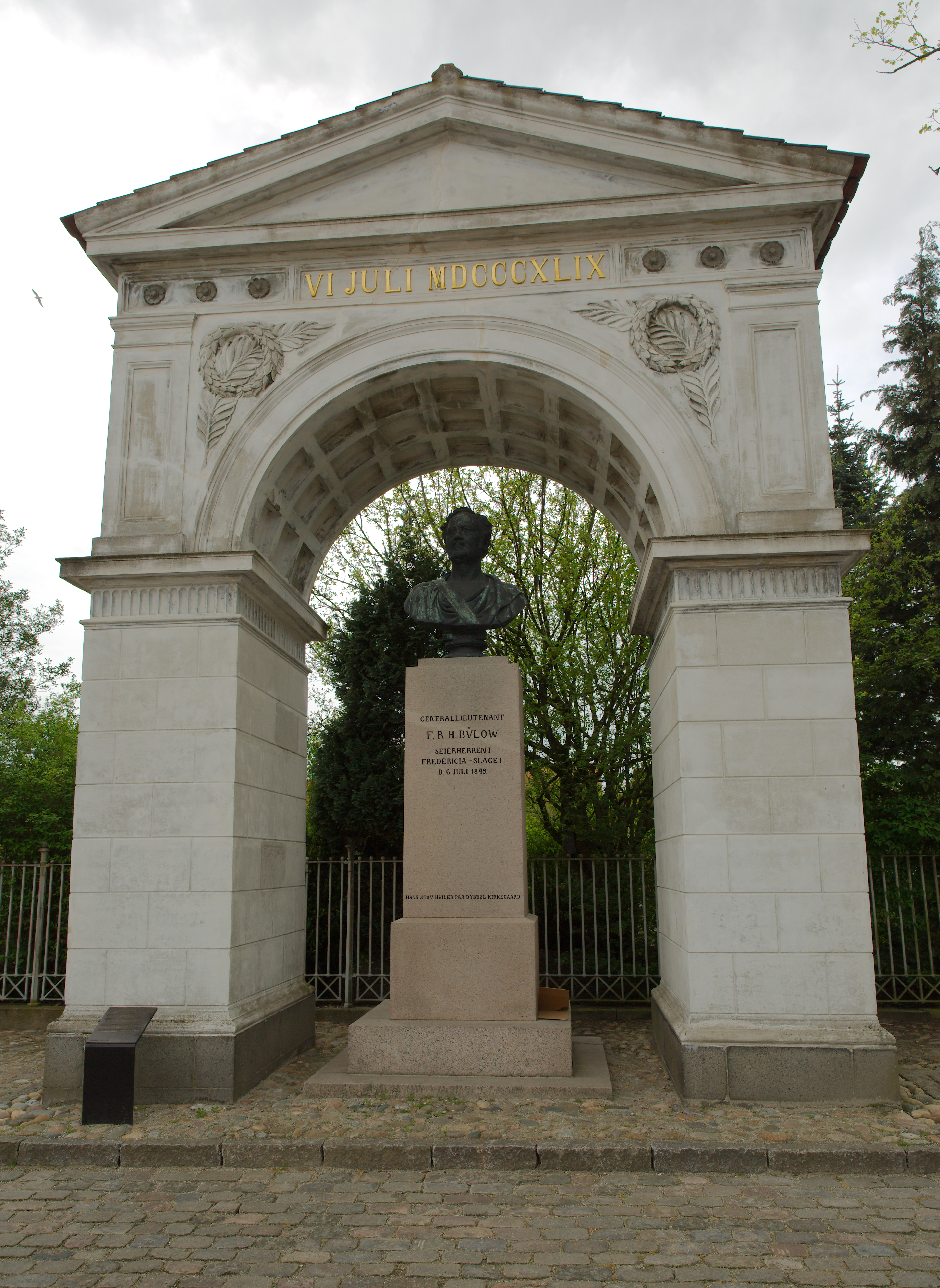
Памятник фон Бюлову в Фредерисии

Потомственный военный. Сын офицера. В 9-летнем возрасте отправлен отцом служить на флот, хотя Фредерик предпочитал армию. Два года плавал в Норвегию и Англию. В это время капитан занимался с ним математикой и другими науками. После юнга сбежал с корабля. Отец в ярости отправил его изучать богословие. И все же Фредерик настоял на своем и с 1804 года начал службу лейтенантом в датской армии. С 1807 года — офицер полка береговой охраны.
Во время бомбардировки Копенгагена британцами в ходе Англо-датской войны в сентябре 1807 года участвовал в обороне города. В 1809 году стал вторым лейтенантом. В возрасте 24 лет Бюлов — капитан. В 1842 году получил чин подполковника.
Отличился в боях против шлезвиг-голштинских войск и союзной немецкой армии во время Датско-немецкой войны. В мае 1848 года командовал частями в сражениях при Нюбеле и Дюббёле. 
В 1849 году, будучи в звании бригадного генерала, был назначен главнокомандующим датской армии. 13 апреля смог удержать позицию на Дюббёль-банке, атакованную немецкими войсками Притвица.  22—23 апреля 1849 года потерпел поражение в сражении при Колдинге, 7 мая — при Гудсё. В ночь с 5 на 6 июля провёл блестящую операцию против войск прусского генерала фон Бонина, осаждавших крепость Фредерисия, заставив снять осаду.
По окончании войны командовал войсками сначала в Шлезвиге, а затем в Зеландии. В 1855 году он был назначен датским послом в Лондоне .
Умер в 1858 году. По общественной подписке, на его могиле был сооружён памятник.